# Resposta (canção)
"Resposta" é uma canção da banda mineira Skank, composta por Samuel Rosa e Nando Reis e lançada em 1998, sendo a terceira faixa do quarto álbum da banda, Siderado, e também a primeira música de trabalho do disco. Em entrevista para a Folha de S. Paulo, o tecladista Henrique Portugal afirmou que a escolha foi feita como um modo da banda ressaltar a sonoridade diferente do novo álbum, distanciando-se do anterior O Samba Poconé, com o vocalista Samuel Rosa acrescentando que "o Skank precisava de uma música para ser tocada ao violão."

## Composição
Depois de ter contribuído um dos grandes sucessos do Skank com "É Uma Partida de Futebol", Nando Reis foi convocado por Samuel Roa para uma segunda colaboração. Depois do sucesso dos álbuns anteriores, marcados por uma sonoridade de um "reggae abrasileirado eletrônico", como definiu Samuel Rosa em um vídeo postado no seu canal oficial, o Skank visava um som radiofônico mais focado no folk. Nando recebeu de Samuel uma fita cassete com uma melodia ao qual ele acrescentaria uma letra. Nando escreveu tudo em uma única noite, criando versos inspirados pelo fim do seu namoro com a cantora Marisa Monte. Além de ressaltar todos os sentimentos de uma pessoa após o término de uma relação - “A pessoa provoca o término mas gostaria que aquilo tivesse continuado [...] vai ter que conviver com esse estrago para sempre” - Nando botou no verso que deu nome à canção uma citação de quando mostrou seu caderno de composições para Marisa, no desejo de que ela aprovasse suas letras, com direito a citar "Ainda Lembro", música que o então casal escreveu para o álbum de Marisa Mais.
| “ | A música chama-se 'Resposta'. Uma resposta que não veio, de um desejo que fosse respondido algo que fosse irrespondido, que é o perdão. As coisas que acontecem na vida amorosa das pessoas quando você faz algo que não é exatamente o que gostaria de ter feito. | ” |

O Skank gravou a canção no estúdio carioca AR, sob os produtores Paul Ralphes e John Shaw, que mixaram as gravações no Abbey Road Studios em Londres. "Resposta" tem arranjo baseado no violão e, ao fundo, uma orquestra escrita e conduzida pelo maestro Jaques Morelenbaum.

## Recepção e repercussão
Lançada nas rádios como primeiro single do disco, "Resposta" acabou por se tornar uma das músicas mais tocadas em 1998, figurando na 34a posição. O videoclipe da música foi dirigido por Arthur Fontes e Cláudio Torres, e conta com as participações dos atores Susana Ribeiro, André Barros e Babi Xavier.

Capa do primeiro álbum ao vivo do Skank, do qual "Resposta" é a faixa 10.

Em 1999, a música foi regravada por Milton Nascimento no álbum Crooner. Em agosto do mesmo ano, durante a 5a edição do Video Music Brasil da MTV Brasil, o Skank tocou "Resposta" nas companhias de Milton, Nando Reis e Lô Borges. A música também consta do repertório de dois álbuns ao vivo da banda: MTV ao Vivo: Skank (2001) e Multishow ao Vivo: Skank no Mineirão (2010).
Em 2001, Nando Reis gravou a sua própria versão de "Resposta" em Infernal, terceiro álbum de estúdio de sua carreira solo, no qual Nando gravou composições que ele deu a outros artistas..
Em 2016, por ocasião do aniversário de 50 anos de Samuel Rosa, o Ecad fez um levantamento inédito sobre suas obras como compositor. Dentre as músicas de autoria de Samuel mais tocadas entre 2011 e 2015, apareceu na 3a posição, atrás de "Sutilmente" e "De Repente".. Cinco anos depois, o Ecad fez novo levantamento das obras musicais mais tocadas de Samuel ao longo do período entre 2016 e 2021, e neste ranking atualizado "Resposta" surgiu novamente na 3a posição, após "Sutilmente" e "Algo Parecido"
No show de despedida dos palcos do Skank, realizado em 26 de março de 2023, no Mineirão, "Resposta" foi tocada no bis, na companhia de Milton Nascimento, fazendo uma aparição surpresa.